# Stephane Lasme
Stephane Lasme (Port-Gentil, 17. prosinca 1982.) je gabonski profesionalni košarkaš. Igra na poziciji krilnog centra, a trenutačno je član izraelskog Maccabija.

## Karijera

#### NBA
U lipnju 2007. izabran je u 2. krugu NBA drafta (46. ukupno) od strane Golden State Warriorsa. Za Warriorse je na parketu ukupno odigrao 4 sekunde. U studenome 2007. je otpušten iz kluba i odlazi u NBDL ligu igrati za Los Angeles D-Fenderse. U ožujku 2008. potpisuje 10-davni ugovor s Miami Heatom koji su imali problema s ozljedama igrača. Ukupno je odigrao 16 utakmica (4 startao) i prosječno postizao 5.2 poena, 3.3 skoka i 1.38 asista za 18.9 minuta provedenih na parketu. U predsezoni 2008. otpušten je iz kluba.

#### Europa
U rujnu 2008. potpisuje jednogodišnji ugovor s beogradskim Partizanom.S Partizanom je u sezoni 2008./09. osvojio domaće prvenstvo i NLB ligu, te su izborili plasman u četvrtfinale Eurolige. Lasme je u 19 euroligaških utakmica u prosjku postizao 11 poena i sedam skokova. Nakon samo jedne sezone napustio je Beograd i potpisao dvogodišnji ugovor s Maccabi Tel Avivom.

## Statistika u NBA
| Godina    | Klub         | UO | UP | Min. | %    | 3P%  | Sl.b.% | Sk. | As. | Ukr. | Bl. | Poen. |
| --------- | ------------ | -- | -- | ---- | ---- | ---- | ------ | --- | --- | ---- | --- | ----- |
| 2007./08. | Golden State | 1  | 0  | .0   | .000 | .000 | .000   | .0  | .0  | .0   | .0  | .0    |
| 2007./08. | Miami        | 15 | 4  | 20.2 | .451 | .000 | .594   | 3.5 | .2  | .9   | 1.5 | 5.5   |
| Karijera  |              | 16 | 4  | 18.9 | .451 | .000 | .594   | 3.3 | .2  | .8   | 1.3 | 5.2   |

## Vanjske poveznice
- Profil na NLB.com
- Profil na Euroleague.net
- Profil  Arhivirana inačica izvorne stranice od 4. ožujka 2016. (Wayback Machine) na UMassHoops.com
- Lasme Profil na NBDL.com